# Sfinții Arhangheli Mihail și Gavriil

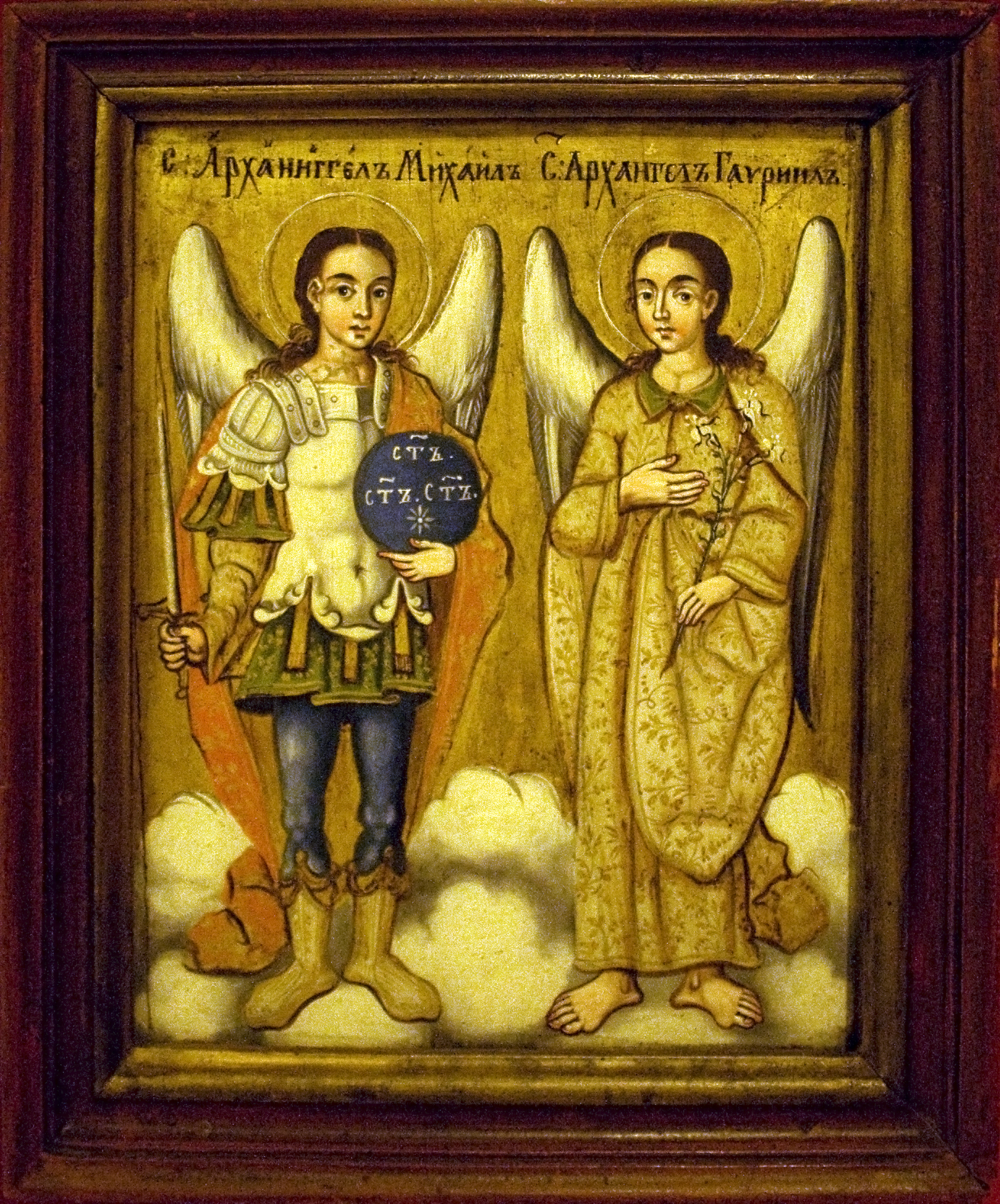
Icoana Sfinților Arhangheli, înc. sec. al XIX-lea, Muzeul Ortodox din Miskolc

Sărbătoarea Sfinților Arhangheli, cu referire la sfântul Mihail și sfântul Gabriel (și la arhanghelul Rafael în calendarul occidental), este fixată în calendarul bizantin pe 8 noiembrie, iar în cel latin pe 29 septembrie.
Acești sfinți sunt patroni ai multor biserici.